# Adama Darboe
Adama Karsten Darboe (født 26. april 1986 i København) er en dansk basketballspiller, der spiller for Bakken Bears og det danske landshold. Med sine 190 cm er han en relativt lille basketballspiller, og han spiller derfor point guard.
Darboe begyndte sin karriere i Hørsholm 79ers (1999-2006), hvorpå han var i udlandet i henholdsvis islandske Grindavík og spanske CB Ciudad de Huelva. Han vendte i 2010 tilbage til Hørsholm, men efter et år her skiftede han til Svendborg Rabbits, hvor han spillede i to sæsoner. I 2013 tog han til Sverige, hvor han efter en sæson i Jämtland Basket kom til Borås Basket, der i den første sæson spillede i FIBA EuroChallenge, blandt andet i pulje med Bakken Bears, og i anden sæson i FIBA Europe Cup. I 2016 skiftede han til det danske tophold Bakken Bears, hvor han fortsat spiller pr. 2018.
Hos Bakken Bears har Darboe været med til at blive dansk mester i 2017 og 2018 samt spillet europæiske kampe i hver sæson, i henholdsvis Basketball Champions League og FIBA Europe Cup. 
Adama Darboe har også spillet på landsholdet, hvor det er blevet til 33 kampe.